# Mamografie
Mamografia este metoda principală de examinare a sânilor la femei pentru depistarea cancerului mamar. Acesta apare în proporție de 95% din cazuri la femeile de peste 40 de ani, 1 din 8 femei dezvoltând această afecțiune pe parcursul vieții.

## Riscuri și beneficii

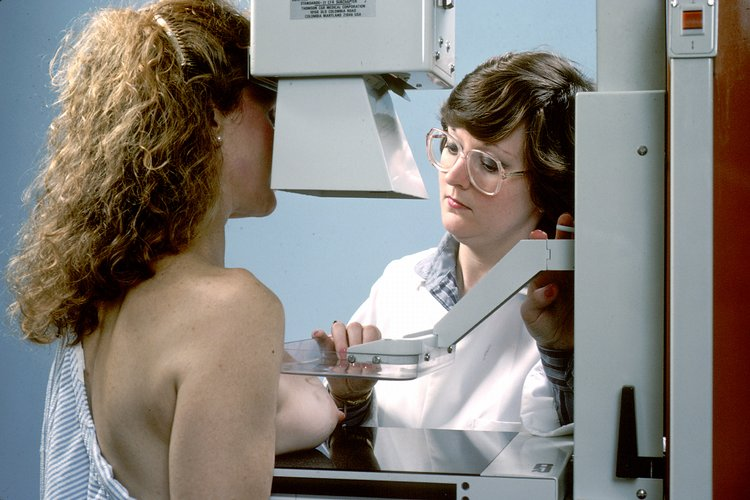
Femei efectuând mamografia sânului drept

De la introducerea mamografiei ca metodă principală de screening, rata mortalității cauzate de cancerul mamar a scăzut cu 30% în țările dezvoltate. Este singura metodă care poate să detecteze și să caracterizeze microcalcificările, singurul semn de cancer mamar.
Avantajele unei mamografii sunt că depistează și caracterizează mai eficient anumite formațiuni sau tipuri de leziuni (distorsiuni arhitecturale, asimetrii - uneori singurul semn de cancer), astfel numărul de cancere fals negative ascunse în profunzimea sânului scade drastic. De asemenea, reduce nivelul de iradiere a pacientului în timp. 

## Procedura
De regulă, mamografia se efectuează standard bilateral, fiind foarte utilă aprecierea simetriei în oglindă, a ambilor sâni, de preferat după menstruație. Totuși, când pacienta are un sân extirpat sau când se repetă mamografia pentru verificarea unei leziuni comparativ cu mamografia anterioară, medicul poate cere mamografia unilaterală.
Uneori, pentru stabilirea diagnosticului, medicul poate cere completarea mamografiei cu ecografia mamară sau chiar cu sonoelastografia mamară (în special în cazul sânilor denși). În general, mamografia este foarte puțin dureroasă iar medicii recomandă să fie efectuată după menstruație, când sânii nu sunt congestionați.

## Scoring BI-RADS
Există termeni specifici și coduri care oferă un scoring după investigația la sâni, mai ales dacă ai căutat un diagnostic concret și nu te afli în situația de a face un control de rutină. 
Colegiul American de Radiologie (ACR) a dezvoltat un sistem de date și raportare în imagistica Sânului (Radiology Breast Imaging Reporting and Data System –BIRADS), valabil pentru mamografie, ecografie mamară și imagistică prin rezonanță magnetică. Acesta a fost preluat în toată lumea, asigurând astfel un limbaj riguros și universal, redactarea unor rezultate clare și cu un grad mare de acuratețe.
Acesta reprezintă de fapt un dicționar al terminologiei, cu definiții ce asigură un limbaj standardizat, o structurare a rezultatului și o apreciere finală a examenului imagistic, cu recomandarea către o conduită ulterioară. Este prevazută o codificare ce facilitează menținerea unei baze de date și obligă la o anumită conduită. 
Se folosește pentru tipul de sân (este prima cifră din cod): 
- Sân în (cvasi) totalitate adipos.
- Sân adipos, dar cu țesut glandular prezent, ce ar putea masca o leziune pe mamografie.
- Sân dens eterogen (ar putea scădea sensibilitatea mamografiei).
- Sân dens omogen (scade sensibilitatea mamografiei).

Se folosește pentru modificări (a doua cifră din cod) - uneori singura care apare în final pe rezultat:
- Necesită evaluare imagistică adițională (incidente suplimentare mamografice, ecografie mamară. etc.).
- Negativă (nimic nu sugerează prezența unui proces malign).
- Modificare tipic benignă (negativă pentru cancer).
- Modificare probabil benignă (probabilitatea de cancer este < 5%). Se recomandă urmărire la un interval scurt (4-6 luni).
- Leziune suspectă (probabilitatea de cancer este între 5% și 95%). Biopsia trebuie luată în considerare.
- Leziune foarte suspectă (probabilitatea de cancer este > 95%). Trebuie luate măsurile necesare (biopsie, excizie chirurgicală, etc.).
- Leziune dovedită ca malignă (biopsie în antecedente).